# Daniel Cornelius Danielssen
Daniel Cornelius Danielssen (Bergen, 4 de juliol de 1815 - Bergen, 13 de juliol de 1894) va ser un metge i zoòleg noruec.

## Biografia
Daniel Cornelius Danielssen va nàixer el 1815 a Bergen, fill d'un rellotger de la ciutat, Berent Henrik Danielssen. A l'estiu del 1835 va acompanyar el professor Matthias Numsen Blytt a diverses excursions botàniques a l'àrea muntanyosa del Dovrefjell. A la tardor començà els estudis de medicina que acabà el 1939 amb notes excel·lents.
El mateix any es va casar amb Berthe Marie Olsen amb qui tingué cinc infants. Dissortadament els quatre fills més grans i la seva dona van morir de tuberculosi uns quants anys després, deixant-li només la seva filla petita, Stephanie Marie.
Danielssen va descobrir conjuntament amb el seu gendre Gerhard Armauer Hansen el bacil responsable de la lepra.
Va fer de la ciutat de Bergen un dels centres principals de recerca pel que fa a aquesta malaltia al segle xix. Fou membre de l'Acadèmia Reial de Ciències de Suècia a partir de 1877.
Danielssen també va ser l'autor de diversos estudis sobre els animals marins, especialment les esponges i els poliquets.